# Serinhac (Òlt)
Serinhac (en francès Sérignac) és un municipi francès situat al departament de l'Òlt i a la regió d'Occitània.
El municipi té Serinhac com a capital administrativa, i també compta amb els agregats de la Capèla, la Ròca, Balhas, Ferrièiras, Laurenç, la Fossimanha, Fòntfau, Borrèl, Fòntalba i Pelaton.

## Demografia
| 1962                                       | 1968 | 1975 | 1982 | 1990 | 1999 | 2006 |
| ------------------------------------------ | ---- | ---- | ---- | ---- | ---- | ---- |
| 296                                        | 305  | 263  | 264  | 300  | 313  | 280  |
| Des de 1962: població sense dobles comptes |      |      |      |      |      |      |

## Administració
| Període | Identitat     | Partit |
| ------- | ------------- | ------ |
| 1995-   | Joël Mourgues |        |